# Baliato dell'Ordine Teutonico all'Adige e nei Monti
Il Baliato (o Balì) dell'Ordine Teutonico all'Adige e nei Monti (in tedesco Deutschordensballei An der Etsch und im Gebirge) era una configurazione statuale teocratica facente parte del Sacro Romano Impero fondato nel 1260. Aveva la sua sede centrale a Bolzano, e fu smantellato nel 1805 da parte di Napoleone Bonaparte per annetterlo al dipartimento dell'Alto Adige.

## Storia

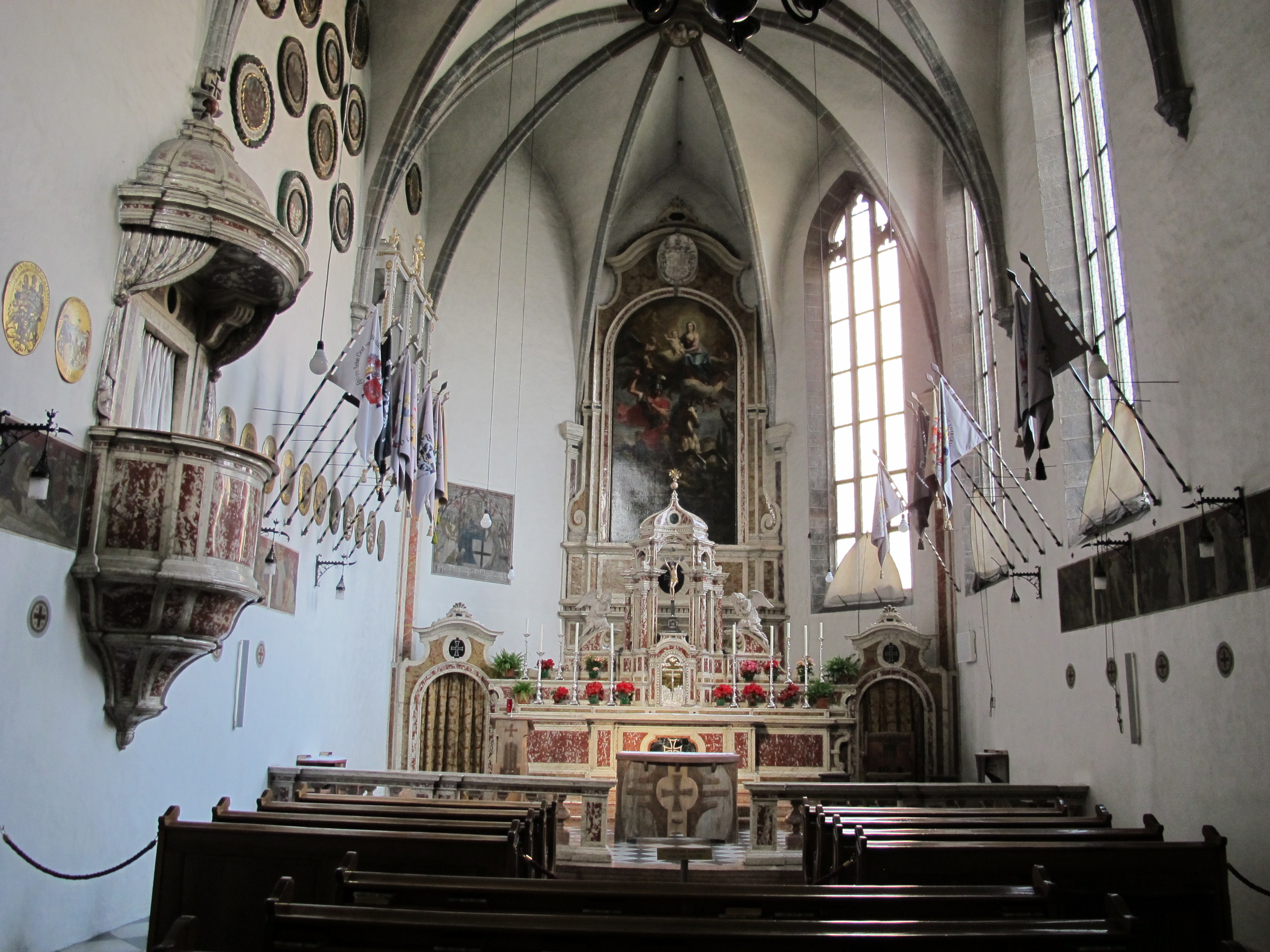
Chiesa di San Giorgio in Weggenstein a Bolzano

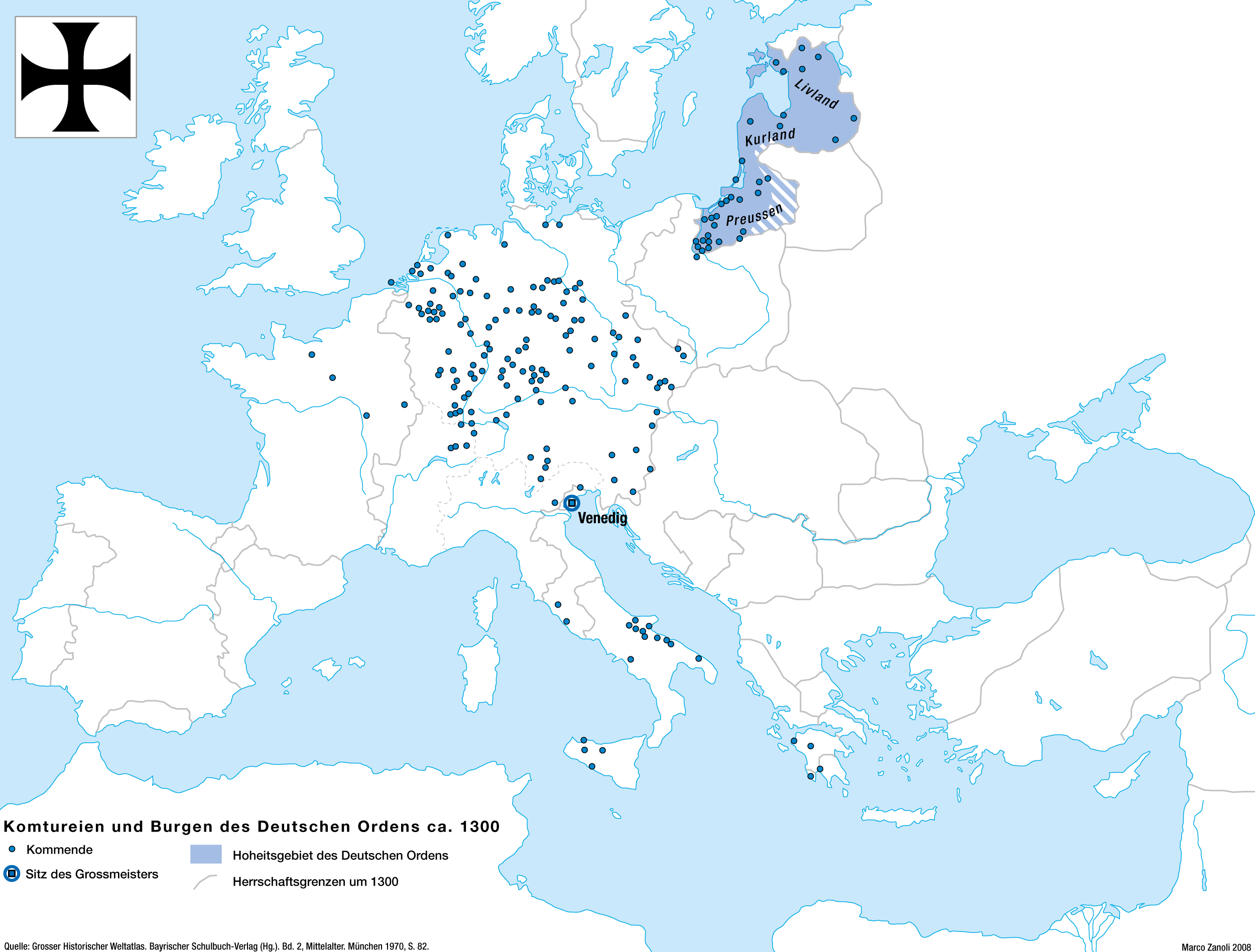
L'Ordine Teutonico nel 1300

Il nucleo originario del baliato sudtirolese è dovuto a una ricca dotazione da parte dei coniugi bolzanini Gerold e Mechthild ancora nel 1202, grazie alla quale sorsero un ospizio-ospedale e una chiesa dedicata a san Giovanni Battista posti ai piedi del Virgolo presso Bolzano; la stessa fondazione nel 1273 compare nei documenti quale „domus Theotunicorum in Boçano“. Nel 1392 l'ordine acquistò, sempre a Bolzano, il complesso Weggenstein e ne fece dal 1400 la sede centrale del baliato che controllava tutte le filiali presenti sul territorio.
Il Balì era inquadrato nella provincia austriaca pur essendo completamente indipendente dall'Arciducato d'Austria.
Tale indipendenza era anche dovuta al fatto che l'Ordine al tempo aveva sede a Venezia, ovvero al di fuori dei confini dell'Impero.

## Commende
La sede del Baliato era nella commenda di Bolzano, presso la chiesa di San Giorgio in Weggenstein ed aveva in dipendenza le commende di Vipiteno, Silandro, Longomoso al Renon e Trento.
| Commenda                 | Periodo               | Immagini |
| ------------------------ | --------------------- | -------- |
| Bolzano                  | 9 aprile 1202-1929    |          |
| Longomoso                | 1234-1929             |          |
| San Leonardo in Passiria | 1219-1811             |          |
| Silandro                 | 1305-1811             |          |
| Trento                   | 27 aprile 1283-1673   |          |
| Vipiteno                 | 27 novembre 1254-1929 |          |

## Il Baliato oggi
Tuttora la commenda di Bolzano è sede del Baliato tirolese dell'Ordine Teutonico.
Il Baliato comprende atipicamente il territorio italiano, austriaco e il Liechtenstein.
Dal Baliato di Bolzano, infatti, oltre i territori altoatesini, dipendono anche le commende di Innsbruck, in Tirolo austriaco, del Vorarlberg e del Liechtenstein.
Sono dell'Ordine Teutonico, ininterrottamente sin dal periodo medievale, le parrocchie di Lana, Auna di Sotto e Sarentino.